# Glommen (Schiff)
Die Glommen war ein als Brigg getakeltes dänisches Kriegsschiff, das 1791 vom Stapel lief. Sie wurde am 7. September 1807 nach der zweiten Seeschlacht von Kopenhagen durch die Briten erbeutet und erhielt den Namen HMS Glommen. Am 21. Januar 1808 wurde sie in HMS Britomart umbenannt, ihr Name wurde jedoch im selben Jahr wieder in HMS Glommen geändert, zu Gunsten eines neuen Schiffs, das den Namen Britomart erhielt. Im November 1809 lief sie unter dem Kommando von Captain Charles Pickford in der Carlisle Bucht auf Barbados auf Grund und sank. Die Mannschaft konnte durch die Fregatte Gloire gerettet werden.